# Distrito de Kodagu
Kodagu ಕೊಡಗು es un distrito del estado de Karnataka en el sur de India. El nombre anglicanizado es Coorg. Este distrito ocupa 4.102 km². en la región de los Ghats Occidentales de Karnataka. Según censo 2011 tenía una población de 554 762 habitantes.
Limita con los distritos de Dakshina Kannada, al noroeste; Hassan, al norte; Mysore, al este; Kannur, en el estado de Kerala, al suroeste; y Wayanad, también en Kerala, al sur. 
El centro administrativo es la ciudad de Madikeri.
El aeropuerto más cercano para llegar a Kodagu está en Mangalore. Existe un servicio frecuente.